# Vitricythara
Vitricythara é um gênero de gastrópodes pertencente a família Mangeliidae.

## Espécies
- Vitricythara metria (Dall, 1903)

Espécies trazidas para a sinonímia
- Vitricythara elata (Dall, 1889): sinônimo de Platycythara elata (Dall, 1889)
- Vitricythara lavalleana (d'Orbigny, 1847): sinônimo de Cryoturris lavalleana (d'Orbigny, 1847)